# Carex wallichiana
Carex wallichiana är en halvgräsart som beskrevs av Spreng.. Carex wallichiana ingår i släktet starrar, och familjen halvgräs. Inga underarter finns listade i Catalogue of Life.